# Liste der Baudenkmale in Kerikeri
Die Liste der Baudenkmale in Kerikeri umfasst alle vom New Zealand Historic Places Trust (NZHPT) als „Historic Place“ oder „Historic Area“ eingestuften Baudenkmale und Flächendenkmale der neuseeländischen Ortschaft Kerikeri. Die Angaben stammen aus dem Register des NZHPT. Die Bezeichnungen der Baudenkmale orientieren sich an diesem Register. In die Liste werden auch bekannte Wahi Tapu (Area), kulturell und religiös bedeutsame Stätten und Gebiete der Māori, aufgenommen. Sie werden jedoch meist nicht publiziert.

| Bild           | Bezeichnung                  | Ort      | Anschrift                                    | Beschreibung                                                                                                   | Bauzeit    | Eintrag           | Nummer | Kat. |
| -------------- | ---------------------------- | -------- | -------------------------------------------- | --- | ---------- | ----------------- | ------ | ---- |
| weitere Bilder | Kerikeri Mission House       | Kerikeri | 218 Kerikeri Road Karte                      | Missionshaus, ältestes erhaltenes Bauwerk Neuseelands                                                          | 1821–1822  | 23. Juni 1983     | 0002   | 1    |
| weitere Bilder | Stone Store                  | Kerikeri | 248 Kerikeri Road Karte                      | ältestes Steingebäude Neuseelands                                                                              | 1832–1836  | 23. Juni 1983     | 0005   | 1    |
| BW             | Choat House                  | Kerikeri | Puketona Road, Puketona Karte (ungenau)      | Wohnhaus | 1860       | 19. März 1987     | 0066   | 1    |
| weitere Bilder | St James’ Church             | Kerikeri | 209 Kerikeri Road Karte                      | anglikanische Kirche                                                                                           | 1878       | 27. Juni 1985     | 0068   | 1    |
| BW             | Arthur’s Stone               | Kerikeri | Waimate North Road Karte                     | Gedenkstein für einen bei einem Reitunfall getöteten Europäer, ältestes Denkmal für einen Pākehā in Neuseeland | 1840       | 14. Mai 2008      | 7743   | 1    |
| BW             | Edmonds Ruins                | Kerikeri | Edmonds Road, Kerikeri Inlet Karte           | Wohnhaus des ersten europäischen Siedlers am Kerikeri Inlet                                                    | 1841, 1853 | 25. November 1983 | 0406   | 2    |
| weitere Bilder | Kerikeri Basin Historic Area | Kerikeri | Kerikeri Road, Landing Road, Kemp Road Karte | Zeugnisse der frühen europäischen Besiedlung in Kerikeri                                                       | n.a.       | 11. Juli 1986     | 7000   | HA   |
| BW             | Te Rahui                     | Kerikeri | Rowsell Lane, Opito Bay Karte (ungenau)      | Begräbnisstätte                                                                                                | n.a.       | 21. Juni 2007     | 7703   | WT   |
| BW             | Kororipo                     | Kerikeri | Kerikeri Basin Karte                         | für die Māori bedeutsames Gebiet                                                                               | n.a.       | 23. Juni 2005     | 7598   | WTA  |
| BW             | Aroha                        | Kerikeri | Rangitane, Südende von Aroha Island Karte    | für die Māori bedeutsames Gebiet                                                                               | n.a.       | 23. Juni 2005     | 7603   | WTA  |